# William Coxe
Pour les articles homonymes, voir Coxe.
William Coxe (17 mars 1747 à Londres - 8 juin 1828) est un historien britannique.

## Biographie
William Coxe naît le 17 mars 1748 dans le quartier Piccadilly à Londres. C'est le fils William Coxe (c. 1710 – 1760), un médecin du roi, et de son épouse Martha.
Il accompagne sur le continent, comme précepteur, plusieurs jeunes gens de grande famille, obtient à son retour des bénéfices avantageux dans l'église anglicane et publie, outre la relation de ses voyages en Suisse, en Pologne, en Russie, etc., des ouvrages historiques : 
- une Histoire de la maison d'Autriche, 1807 (traduit par Pierre François Henry, 1810) ;
- une Histoire des Bourbons d'Espagne, 1813).

Il édite les Mémoires de Robert Walpole, Horace Walpole et de John Churchill, 1er duc de Marlborough. William Coxe est élu membre de la Royal Society le 14 février 1782.

## Œuvres
- (en) Sketches of the Natural, Political and Civil State of Switzerland, Londres, J Dodsley, 1779
- (en) Account of Russian Discoveries Between Asia and America, Londres, Thomas Cadell, 1780
- (en) Account of Prisons and Hospitals in Russia, Sweden and Denmark, Londres, 1781
- (en) Travels into Poland, Russia, Sweden and Denmark, Londres, Thomas Cadell, 1784
- (en) Mont Blanc and the Adjacent Alps, Londres, Thomas Cadell, 1789
- (en) Travels in Switzerland, Londres, imprimé pour T. Cadell, dans le Strand, 1789
  - Voyages en Suisse dans une série de lettres à William Melmoth
- (en) Letter on Secret Tribunals of Westphalia, Salisbury, J Easton, 1796
- (en) The Life of John Gay, Londres, Salisbury J Easton, 1797
- (en) Memoirs of the Life and Administration of Sir Robert Walpole, volumes 1-3, Londres, Cadell & Davies, 1798
- (en) Gay's Fables, Londres, J. Easton, 1798
- (en) Anecdotes of George Frederick Handel and John Christopher Smith, Londres, W. Bulmer and Co., 1799
- (en) An Historical Tour in Monmouthshire, Londres, Thomas Cadell, Jun., and W. Davies, 1801
- (en) Memoirs of Horatio, Lord Walpole, Londres, Longman, Hurst, Rees and Orme, 1802
- (en) History of the House of Austria, Londres, Cadell & Davies, 1807
- (en) Memoirs of the kings of Spain of the House of Bourbon, Londres, Longman, Hurst, Rees, Orme and Brown, 1813
- (en) Memoirs of John, Duke of Marlborough, Londres, Longman, Hurst, Rees, Orme, and Brown, 1818–19
- (en) Private and Original Correspondence of Charles Talbot, Duke of Shrewsbury, Londres, Longman, Hurst, Rees, Orme, and Brown, 1821
- (en) Memoirs of the Administrations of Henry Pelham, Londres, Longman, Rees, Orme, Brown and Green, 1829